# Freycinetia perryana
Freycinetia perryana är en enhjärtbladig växtart som beskrevs av Benjamin Clemens Masterman Stone. Freycinetia perryana ingår i släktet Freycinetia och familjen Pandanaceae. Inga underarter finns listade.